# Tristachya avenacea
Tristachya avenacea là một loài thực vật có hoa trong họ Hòa thảo. Loài này được (J.Presl) Scribn. & Merr. miêu tả khoa học đầu tiên năm 1901.